# ساحة تروكاديرو

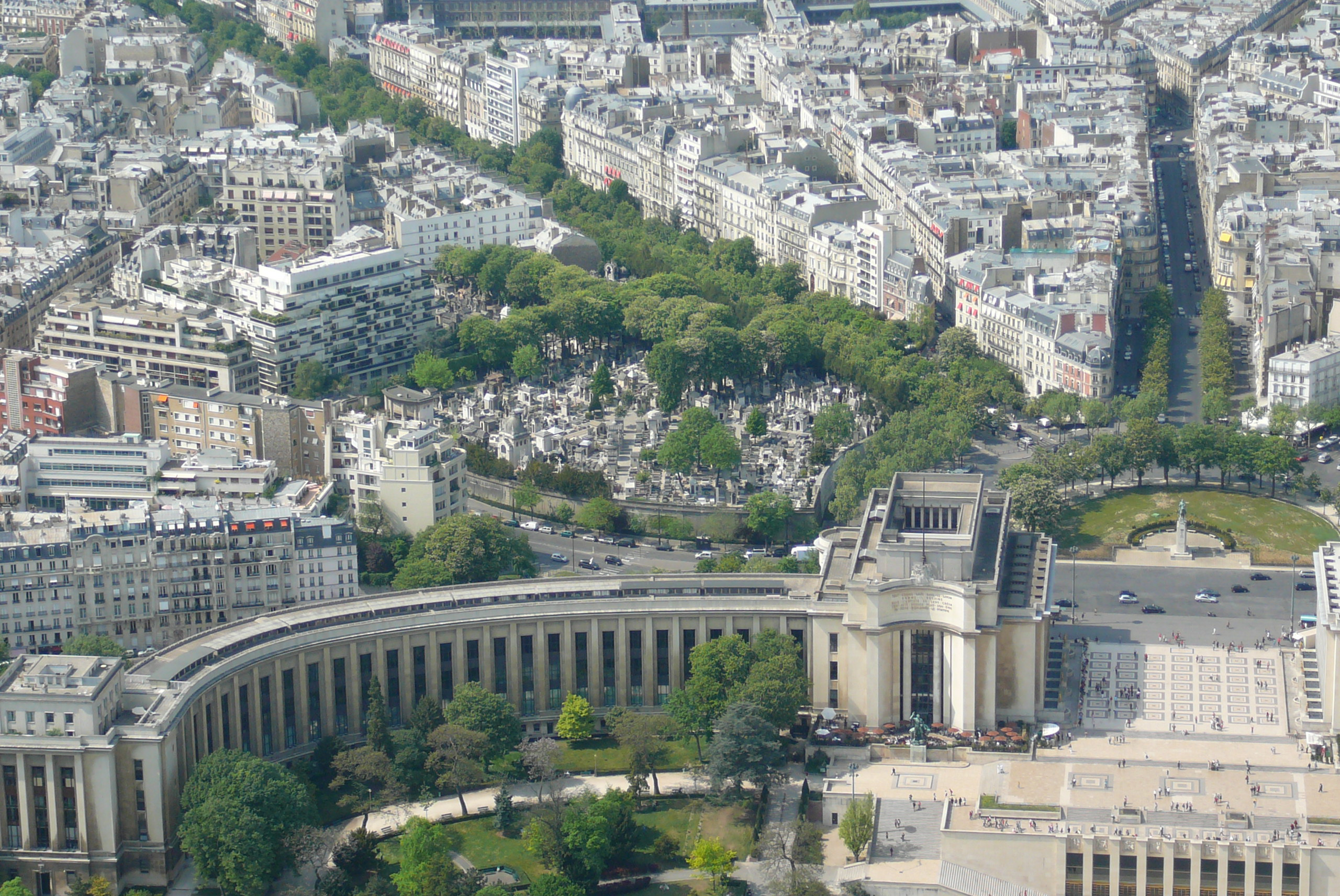
منظر علوي لساحة تروكاديرو

ساحة تروكاديرو و 11 نوفمبر (المكان القديم لملك روما) في الدائرة 16 من باريس، عند تقاطع شارع الرئيس ويلسون، شارع كلابر، شارع رايمون بوان-كاريه، شارع أيلو، شارع جورج مندل وشارع بول-دومي.
هذه الساحة تفتح على ساحة حقوق الإنسان (باريس)، وقصر شايو.

## التاريخ
أنشئت في عام 1869 في ظل الإمبراطورية الفرنسية الثانية تحت اسم «ساحة ملك روما» (تكريما لتشارلز جوزيف بونابرت، ابن الإمبراطور نابليون الأول)، وأطلق عليها اسم تروكاديرو في عام 1877.
بين 1876 و 1935، أصبح يحد الميدان قصر تروكاديرو القديم، ومنذ المعرض المتخصص لعام 1937، حل محل قصر تروكاديرو القديم مبنى جديد وهو قصر شايو. في أوائل القرن العشرين، كان يوجد نصف دائرة بين شارع ريمون بوان-كاريه، وشارع كليبر، ومن الخلف شارع دي لونغ شون والآن يوجد مقاهي ومباني سكنية.
في يومنا هذا أصبح اسم الساحة ساحة تروكاديرو-11 نوفمبز.

## وصف الساحة
تقع في واجهة متحف العمارة والتراث وقطرها 164 متر، وهي محاطة بأشجار الزينة وفي وسطها تمثال فروسية للمارشال فرديناند فوش ونصب تذكاري لتمجيده هو والجيش الفرنسي. إلى الجنوب الشرقي يوجد قصر شايو والذي يطل على نهر السين ويطل على برج إيفل.
إلى الجنوب الغربي من تقاطع طرق جورج مندل وبول دومي في توجد مقبرة باسي التي تطل على الساحة.
و تحت الساحة توجد محطة قطارات الأنفاق، وٱسمها محطة تروكاديرو، التي تربطها خطوط 6 و 9.
الساحة هي واحدة من الأماكن السياحية الأولى في العاصمة باريس، وتستمد الساحة شهرتها لأنها في واجهة برج إيفل. إضافة إلى أكشاك بيع الصحف المختلفة، يوجد مقاهي ومطاعم، من الشرق إلى الغرب يوجد «مقهى تروكاديرو»، «مالاكوف» و«مرطبات كارات»، «مقهى كلابر» و«لو كوك». عشية رأس السنة الجديدة، المكان يصبح تجمع للباريسيين والسياح.

## مقالات ذات صلة
- متحف العمارة و التراث (فرنسا)
- برج إيفل